# Salto do Céu
Salto do Céu é um município brasileiro do estado de Mato Grosso.

## História
As origens do município estão no desdobramento dos assentamentos de colonos da Colônia Rio Branco, a partir de 1960. 
Dando prosseguimento à procura de glebas aptas para produção de cereais, João Augusto Capilé Filho, chefe da Comissão de Planejamento da Produção, penetrou em terreno de mata fechada acima do Rio Branco, tendo a impressão que entrava em região virgem, intocada, tal a imponência que apresentava a floresta. Subindo o Rio Branco, Capilé escutou o rumor de um salto. Procurou conhecê-lo e se deparou com uma enorme queda d'água. Impressionado pela altura denominou-o Salto do Céu. Em homenagem à queda d'água, o lugar de assentamento dos colonos adotou o nome de Salto do Céu.
A chegada de João Carreiro de Sá e de Cipriano Ribeiro Sobrinho assinalou o início da ocupação da terra em Salto do Céu. Os dias de abertura foram todos árduos, pois o trabalho era feito com foice, facão e machado.
O município foi criado em 13 de dezembro de 1979, pela Lei nº 4.152. Salto do Céu possui ainda várias comunidades importantes, tal como, Vila Progresso, São Jorge e Cristinópolis. Comunidades essas, que contribui para um grande desenvolvimento econômico da Cidade de Salto do Céu.
Procura-se ainda abrir novos leques de pesquisas quanto um estudo aprofundado sobre o município de Salto do Céu, em relação a origem de seus distritos, e povoados.

## Geografia
Localiza-se a uma latitude 15º07'47" sul e a uma longitude 58º07'36" oeste, estando a uma altitude de 300 metros. Sua população estimada em 2017 era de 3 347 habitantes. Possui uma área de 1299,57 km².

## Clima
O clima de Salto do Céu é o tropical subúmido, caracterizado por um período chuvoso, entre outubro e março, e um período seco, entre abril e setembro. Durante os meses de abril a setembro, frentes frias e massas de ar polar atlântica trazem o frio, derrubando as temperaturas bruscamente durante o dia, não ultrapassando os 15°C, e durante a madrugada, alcançando 6°C ou menos. Entre os meses de setembro a novembro, a temperatura pode alcançar 40°C, sendo comum dias com máximas de 37°C. A partir de 28 de janeiro de 2008 o INMET instalou uma estação automática no município, sendo a única da Microrregião do Jauru.

## Turismo
Quanto ao turismo, Salto do Céu, possui várias cachoeiras lindas, como a; Salto das Estrelas, Salto das Nuvens, Cachoeira das Abelhas, entre outras que ainda não são conhecidas pelo habitantes da mesma.

## Distritos
Salto do Céu possui várias comunidades importantes, tal como, Vila Progresso, São Jorge e Cristinópolis. Comunidades essas, que contribui para um grande desenvolvimento econômico da Cidade de Salto do Céu.

## Economia
Atualmente a economia de Salto do Céu, é baseada na produção de bovinos, leiteiro e corte.

## Religião
Religião no Município de Salto do Céu segundo o censo de 2010.
| Religião       | %    |
| -------------- | ---- |
| Catolicismo    | 51,1 |
| Protestantismo | 35,4 |
| Outras         | 0,8  |
| Sem religião   | 12,7 |